# Lassus Mountains
Die Lassus Mountains sind ein Gebirgszug im Nordwesten der westantarktischen Alexander-I.-Insel. Sie erstrecken sich über eine Länge von 24 km und einer Breite von 5 km vom Palestrina-Gletscher nach Süden. Höchste Erhebung mit rund 2050 m ist Mount Wilbye.
Erste Luftaufnahmen entstanden 1937 bei der British Graham Land Expedition (1934–1937) unter der Leitung des australischen Polarforschers John Rymill. Luftaufnahmen, die bei der Ronne Antarctic Research Expedition (1947–1948) entstanden, dienten dem britischen Geographen Derek Searle vom Falkland Islands Dependencies Survey der Kartierung im Jahr 1960. Das UK Antarctic Place-Names Committee benannte sie 1961 nach dem belgischen Komponisten Orlandus Lassus (1532–1594).